# Nazario Pin
Nazario Pin Fernández (Ribeira de Piquín, Lugo, 1942) es un político español del Partido Popular de Galicia (PPdeG), alcalde de la ciudad de Monforte de Lemos durante los periodos 1995-1999 y 1999-2003.

## Trayectoria
Fue profesor de Educación Física en el IES Río Cabe de Monforte de Lemos. Fue candidato de Alianza Popular al Parlamento de Galicia por la provincia de Lugo en las elecciones autonómicas de 1985 y no resultó elegido, pero tomó posesión como parlamentario el 13 de mayo de 1986 sustituyendo a Antonio Rosón. Fue elegido parlamentario en las autonómicas de 1989 y de autonómicas de 1993. 
Encabezó la candidatura del PPdeG en Monforte de Lemos en las municipales de 1995 y fue elegido alcalde con mayoría absoluta. En las elecciones municipales de 1999 consiguió mantenerse al frente del gobierno local por muy pocos votos, y tuvieron que repetirse las votaciones en varias mesas por decisión del Tribunal Superior de Justicia de Galicia al detectarse irregularidades.
| Predecesor: José Castiñeira Puente | Alcalde de Monforte de Lemos 1995-2003 | Sucesor: Severino Rodríguez Díaz |

- Datos: Q12393867